# Marcin Masny
Marcin Paweł Masny (ur. 28 lutego 1964 w Warszawie) – polski publicysta, tłumacz i poeta, doktor nauk humanistycznych.

## Życiorys
Zaangażowany jesienią 1980 w uczniowski ruch prosolidarnościowy, w 1981 podjął studia w Instytucie Germanistyki, w 1982 Instytucie Historycznym Uniwersytetu Warszawskiego. Te ostatnie studia ukończył w 1988.
W 1987 zadebiutował jako poeta w miesięczniku „Twórczość”, później publikując poezje także w pismach „W drodze” i „Studium”. Wezwany do wojska na początku 1988 roku odmówił służby wojskowej. W 1989 podjął współpracę z tygodnikami „Ład” i „Przegląd Katolicki” oraz miesięcznikiem „Powściągliwość i Praca”, gdzie publikował artykuły o tematyce historyczno-społecznej, reportaże i krótkie formy prozatorskie. Jako ojciec kilkorga dzieci współtworzył wraz z żoną Agnieszką kilka stowarzyszeń rodzinnych. W 1995 wybrany został na prezesa pierwszego Stowarzyszenia Rodzin Wielodzietnych. W 1994 był współorganizatorem i rzecznikiem Międzynarodowego Kongresu Rodzin w Warszawie.
W Ministerstwie Pracy i Polityki Społecznej współtworzył ustawę o rehabilitacji i zatrudnieniu osób niepełnosprawnych (1990–1991), pracował jako dziennikarz w „Tygodniku Solidarność” (1991), tygodniku „Ład” (1992–1995), współpracował z Redakcją Katolicką i Redakcją Edukacyjną TVP, wydawał własny miesięcznik „Polska Rodzina” (1995–1996) adresowany m.in. do samorządów. W 1994 opublikował esej: Czy chrześcijanin może być buddystą?. Jesienią 1997 został doktorem nauk humanistycznych na podstawie rozprawy Chrześcijanie i służba wojskowa do końca IV wieku. Od wiosny 1997 współuczestniczył w założeniu pisma „Nasz Dziennik”.
W latach 1998–2001 był dziennikarzem „Gazety Bankowej” i miesięcznika ubezpieczeniowego „Asekuracja & Re”, dyrektorem w Urzędzie Nadzoru nad Funduszami Emerytalnymi i ekspertem Centrum im. Adama Smitha. Od roku 2000 do zamknięcia pisma był stałym współpracownikiem miesięcznika „Przegląd Ubezpieczeń Społecznych i Gospodarczych”. W artykule Emerytura bez ZUS w tygodniku „Wprost” (14/2001) zaproponował sposób demontażu niewydolnego systemu emerytalnego, co wzbudziło gwałtowne polemiki.
W 2001 kandydował do Sejmu z listy Platformy Obywatelskiej. W 2002 był sekretarzem naukowym Krajowego Instytutu Ubezpieczeń, od 2003 do 2007 pracował w urzędzie Miasta Stołecznego Warszawy, zajmował stanowiska w zarządach i radach nadzorczych spółek miejskich i spółek Skarbu Państwa oraz był asystentem sejmowej komisji śledczej ds. banków i nadzoru bankowego. Prowadził liczne konwersatoria w szkołach wyższych, w tym zajęcia z historii gospodarczej na Uniwersytecie Kardynała Stefana Wyszyńskiego w roku 2001/2002. We wrześniu 2005 wydał książkę Na progu IV Rzeczypospolitej. Myśli o historii i przyszłości, gdzie zwracał uwagę na pospieszne brakowanie dokumentacji referendum akcesyjnego.
Należał do Unii Polityki Realnej, z której odszedł w 2004. Od 2002 zasiadał w radzie głównej tej partii.
Od września 2007 do sierpnia 2008 był doradcą przewodniczącego Komisji Nadzoru Finansowego (KNF) i naczelnikiem w Urzędzie KNF i pisał stały felieton w „Gazecie Bankowej”, gdzie rzucił hasło referendum w sprawie przyjęcia euro. W lipcu 2007 na łamach „Rzeczpospolitej” jako pierwszy w Polsce powiadomił o powrocie odrzuconej konstytucji UE w formie umowy międzynarodowej zwanej potem traktatem lizbońskim.
Jesienią 2008, po odejściu z UKNF, sporządził na zlecenie Centralnego Biura Antykorupcyjnego dokument Ocena sytuacji i perspektyw społeczno-gospodarczych Polski. Próba prognozy wraz z rekomendacjami działań systemowych w obliczu zagrożeń kryzysowych. Jedną z rekomendacji wykorzystał po roku prezydent Lech Kaczyński, wskazując na potrzebę włączenia Polski do G20.
W latach 2008–2014 współpracował regularnie z miesięcznikiem „Bank”, tygodnikiem „Najwyższy Czas!” i tygodnikiem „Niedziela”, a także przetłumaczył z kilku języków na język polski prawie 30 książek i dłuższych tekstów różnych gatunków.
W 2009 kandydował do Parlamentu Europejskiego z listy partii Libertas.

## Prace

### Publikacje ubezpieczeniowe
- Zarządzanie ryzykiem jako wymóg Corporate Governance, w: Przegląd Prawa Handlowego 9/2002[13]
- Pensionsfondsgeschäft setzt Akzente, w: Versicherungswirtschaft (Karlsruhe) 1/2001[14]
- Cotygodniowy felieton analityczny w internetowym Dzienniku Ubezpieczeniowym od 2001 roku.
- Świat, Unia Europejska i strategia polskich ubezpieczeń w: Ubezpieczenia w polskim obszarze rynku europejskiego, Branta, WSPiZ im. Leona Koźmińskiego 2003
- Dwie reformy: tło i strategia reformy powszechnego ubezpieczenia zdrowotnego i reformy zabezpieczenia społecznego, w: Ubezpieczenia zdrowotne w Europie Środkowo-Wschodniej: początek drogi (ed. Romuald Holly), Warszawa 2001
- Doświadczenia startu reformy emerytalnej, w: Reforma systemu emerytalnego; założenia realizacja ustawowa, wdrażanie, PSUS, Wyższa Szkoła Biznesu w Radomiu, Radom 1999

### Inne
- Czy chrześcijanin może być buddystą? Olsztyn-Warszawa 1994, Wyd. Warmińskie Wydawnictwo Diecezjalne, Wydawnictwo Św. Tomasza z Akwinu, ISBN 83-901279-5-4.
- Na progu IV Rzeczypospolitej. Myśli o historii i przyszłości. Warszawa 2005, Wyd. Polskie Wydawnictwo Encyklopedyczne, ISBN 978-83-89862-35-8.

### Najważniejsze tłumaczenia
- Z łaciny:
  - Grzegorz VII, List do Herimana z Metzu (w: Pro Fide, Rege et Lege, 2/2011, s. 50–57)
- Z francuskiego:
  - Wywiad z ks. René-Sébastien Fournié (z nagrania, w: „Christianitas” 45-46/2011 s. 489–495)
  - Léon Degrelle, Do młodych Europejczyków (w przyg. w: Templum Novum)
- Z niemieckiego:
  - Paul Badde, Ziemia Święta w 20 tajemnicach, Niecałe 2013
  - Paul Badde, Powrót Świętego Oblicza, Niecałe 2014
- Z angielskiego:
  - Charakterystyka gen. Jaruzelskiego sporządzona dla CIA przez płka Kuklińskiego (w: Glaukopis 19-20/2010)
- Z włoskiego:
  - Juan Manuel Burgos, Rodzina wobec przemian, w: „Społeczeństwo” 1996, nr 1, s. 85-98[15]
  - Rino Camilleri, Krucyfiks samuraja (powieść), Kraków 2010, Wyd. Św. Stanisława BM, ISBN 978-83-7422-309-6.
  - ks. Nicola Bux, Jak chodzić na Mszę i nie stracić wiary, Kraków 2011, Wyd. Św. Stanisława BM, ISBN 978-83-7422-379-9.
  - Riccardo Cascioli, Antonio Gaspari, 2012 katastrofizm i koniec czasów, Kraków 2011, Wydawnictwo św. Stanisława BM Archidiecezji Krakowskiej, ISBN 978-83-7422-371-3.
  - Jean de la Maison jr, Odrobina dobrych manier (nawet w kościele) nie zaszkodzi, Warszawa 2001, Wydawnictwo Salezjańskie, ISBN 83-7201-010-2.
  - Papieska Rada ds. Krzewienia Nowej Ewangelizacji, Żyć Rokiem Wiary, Częstochowa 2012,Wyd. Święty Paweł ISBN 978-83-7797-121-5.
  - kard. Mauro Piacenza, Księża wobec nowoczesności, Kraków 2013, Wyd. Św. Stanisława BM, ISBN 978-83-7422-533-5.
  - Anna Pozzi, Eugenia Bonetti, Niewolnice: kobiety – sprzedawane, kupowane, prostytuowane, używane, porzucane. Kraków 2012, Wydawnictwo św. Stanisława BM Archidiecezji Krakowskiej, ISBN 978-83-7422-378-2.
  - papież Franciszek, Nie dajcie się okraść z nadziei, Gaudium, 2014
  - papież Franciszek, Dobrze, że tu jesteśmy, Lublin 2013, Gaudium, ISBN 978-83-7548-161-7.
  - Angelo Giuseppe Roncalli, Giovanni Battista Montini, Listy pełne wiary i przyjaźni (1925-1963), Lublin 2014, Gaudium, ISBN 978-83-7548-174-7.
  - Antonio Spadaro, Cyberteologia, Kraków 2013, Wydawnictwo św. Stanisława BM Archidiecezji Krakowskiej, ISBN 978-83-7422-528-1.

## Życie prywatne
Z żoną Agnieszką Masną są rodzicami siedmiorga dzieci: Michała (ur. 1988), Szczepana (ur. 1989), Anieli (ur. 1990), Ignacego (ur. 1991), Teresy, Franciszka Ksawerego (ur. 1999) i Antoniego (ur. 2001).